# 朗达卡嫩塔夫
朗达卡嫩塔夫（發音：[ˈr̥ɔnða ˈkənɔn ˈtaːv]）是英国威尔士南部的一个郡级自治市，成立于1996年，面积共424平方公里，2011年的人口为234,400人，23.3%的人使用威尔士语。
城市的东部与卡菲利和梅瑟蒂德菲爾郡級自治市接壤，南部与加的夫和格拉摩根谷接壤，西部与布里真德郡級自治市和尼思塔尔伯特港接壤，北部与波伊斯接壤。